# Споменик изгинулим и у рату умрлим Аранђеловчанима
Споменик изгинулим и у рату умрлим Аранђеловчанима у ратовима 1912—1918, подигнут је и свечано откривен 30. августа 1925. године.
Део средстава за подизање Споменика обезбеђен је добровољним прилозима грађана које је сакупио „Одбор за подизање споменика” са др Радисавом Радојковићем на челу, али је остварење идеје, на крају, омогућила Венчачка индустрија мермера на челу са инжењером и власником рудника,  Јованом Милошевићем.
Споменик је израђен од белог венчачког мермера по нацрту инжењера Ермиа Дориа, директора Венчачке мермерне индустрије. Висок је 7,5 метара а на његовом врху налазио се двоглави орао. Постоље чини издужени четвртасти мермерни блок са стилизованим полустубовима са стране, и капителом и венцем на врху. На свакој његовој страни, уз мото из Његошевог „Горског вијенца“, наведено је по 30 имена погинулих и у рату умрлих Аранђеловчана. Ограђен је мермерном оградом.
Споменик је подигнут у најужем центру града, недалеко од парка Буковичке бање. Иза њега се налазио кружни пут, алеја борова и један од најлепших објеката у граду – бивши хотел „Ново здање”.
По завршетку Другог светског рата са споменика је уклоњен двоглави орао као симбол и реликт краљевске власти предратне Југославије и потребе нове културе сећања, а на његово место је постављена бакља. Године 2008/2009. споменику је враћен првобитан изглед – на врху се поново нашао двоглави орао.